# Совица (верхний приток Прута)
Совица (укр. Совиця) — река на Украине, протекает по территории Черновицкого района Черновицкой области. Левый приток Прута (бассейн Дуная).
Длина реки 39 км, площадь бассейна — 230 км². Долина шириной до 3 км. Пойма двусторонняя шириной 200 м. Русло умеренно извилистое, шириной 5—8 м. Уклон реки 3 метра на километр. На реке сооружено несколько прудов.
Река берёт начало на северо-западе от села Боровцы. Течёт сначала на юго-восток, затем на юг, в нижнем течении — снова на юго-восток. Впадает в Прут на юго-западной окраине села Мамаевцы. Восточнее Совицы параллельно ей протекает другая река с идентичным названием — Совица, на которой расположен районный центр Кицмань.
Приток: Ольховец (левый). Река протекает через посёлок городского типа Лужаны.